# Liste der Naturdenkmale in Fuldabrück
Die Liste der Naturdenkmale in Fuldabrück nennt die auf dem Gebiet der Gemeinde Fuldabrück im Landkreis Kassel in Hessen gelegenen Naturdenkmale. Dies sind gegenwärtig 4 Bäume, darunter die „Dicke Eiche“ in Dörnhagen, sowie das Flächenhafte Naturdenkmal „Feuchtgebiet Rinderplatz“ bei Dörnhagen.

## Bäume
| Bild                          | Bezeichnung | Ortsteil, Lage                                                    | Beschreibung | Art           | Nr.      |
| ----------------------------- | ----------- | ----------------------------------------------------------------- | --- | ------------- | -------- |
| mehr Fotos \| Fotos hochladen | 1 Linde     | Bergshausen, Kasseler Straße Nr. 41 51° 15′ 56,9″ N, 9° 29′ 42″ O | Winterlinde am westlichen Ortsrand von Bergshausen. Der Baum steht im Vorgarten des Grundstücks Kasseler Straße Nr. 41. Stammumfang: 4,00 m Höhe: 27 m Pflanzjahr: ca. 1875 OSM-Link zur Kartendarstellung: Winterlinde in Bergshausen | Tilia cordata | 6.33.211 |
| mehr Fotos \| Fotos hochladen | 1 Eiche     | Dörnhagen 51° 13′ 29,1″ N, 9° 30′ 13,8″ O                         | Stieleiche in einem Grünzug am südlichen Ortsrand von Dörnhagen. Der beeindruckende Baum ist unter dem Namen „Dicke Eiche“ bekannt und gilt als ein Wahrzeichen des Ortes. Im angrenzenden Wohngebiet trägt eine Straße den Namen „An der Dicken Eiche“. Die Krone der Eiche ist mit Seilen gesichert. Der Stamm der Eiche ist hohl und einseitig offen. Im November 2016 wurde der Baum in Brand gesetzt. Man geht aber davon aus, dass sich das Feuer in erster Linie auf den hohlen inneren Bereich des Baumes erstreckte und dabei nur totes Kernholz in Mitleidenschaft gezogen wurde. Der Baum kann somit den Brand überleben. Im Mai 2017 bildete die Eiche neue Blätter aus. Stammumfang: 5,75 m Höhe: 26 m Pflanzjahr: ca. 1755 OSM-Link zur Kartendarstellung: „Dicke Eiche“ in Dörnhagen | Quercus robur | 6.33.212 |
| mehr Fotos \| Fotos hochladen | 1 Eiche     | Dörnhagen 51° 13′ 42,9″ N, 9° 29′ 27,2″ O                         | Stieleiche am westlichen Ortsrand von Dörnhagen. Der Baum steht auf einen Privatgrundstück südöstlich des Wirtschaftsweges „Zum Grenzeberg“. Stammumfang: 3,80 m Höhe: 20 m Pflanzjahr: ca. 1885 OSM-Link zur Kartendarstellung: Stieleiche in Dörnhagen | Quercus robur | 6.33.213 |
| mehr Fotos \| Fotos hochladen | 1 Eiche     | Dörnhagen 51° 14′ 12″ N, 9° 30′ 1,2″ O                            | Stieleiche etwa 300 m nördlich des Ortsrandes von Dörnhagen. Der Baum bildet den westlichen Abschluss einer alleeartigen Baumreihe am Rande eines (aufgegebenen) Wirtschaftsweges der von der L 3460 nach Osten, zum Waldrand führt. Stammumfang: 4,35 m Höhe: 21 m Pflanzjahr: ca. 1855 OSM-Link zur Kartendarstellung: Stieleiche bei Dörnhagen | Quercus robur | 6.33.215 |

## Flächenhafte Naturdenkmale
| Bild           | Bezeichnung              | Ortsteil, Lage                            | Beschreibung | Nr.      |
| -------------- | ------------------------ | ----------------------------------------- | --- | -------- |
| weitere Bilder | Feuchtgebiet Rinderplatz | Dörnhagen 51° 13′ 30,6″ N, 9° 30′ 41,5″ O | Bachlauf des „Stritzgraben“ mit Tümpel und Gehölzen am südlichen Ortsrand von Dörnhagen. Der Bach ist nur periodisch wasserführend. Unmittelbar nördlich an das Naturdenkmal angrenzend ist in den letzten Jahren das Neubaugebiet „Goldene Aue“ entstanden. Nur etwa 500 m weiter westlich steht die „Dicke Eiche“ (s. o.). Fläche: ca. 0,6 ha OSM-Link zur Kartendarstellung: „Feuchtgebiet Rinderplatz“ bei Dörnhagen | 6.33.214 |

## Belege
1. ↑  Nach dem amtlichen Kataster der Unteren Naturschutzbehörde des Landkreises Kassel und vor Ort Recherche 2016 - Mai 2017.
2. 1 2 3 4  Angaben zu Stammumfang (sofern keine eigene Messung), Größe und Pflanzjahr nach Rüdiger Germeroth, Horst Koenies, Reiner Kunz: Natürliches Kulturgut - Vergangenheit und Zukunft der Naturdenkmale im Landkreis Kassel, Herausgeber: Kreisausschuss des Landkreises Kassel, Untere Naturschutzbehörde, Wolfhagen, 2005, Anhang "Bäume" S. 186 ff. Das Pflanzjahr wurde über das dort geschätzte Alter und das Erscheinungsjahr (2005) der Publikation zurückgerechnet.
3. ↑  Brandfolgen nach Landkreis Kassel: Glück im Unglück für die „Dicke Eiche“ (Memento vom 23. Dezember 2016 im Internet Archive), 21. November 2016, abgerufen am 22. Dezember 2016.
4. ↑  Messung 2020-11-14 in h=1,30 m
5. ↑  Messung 2020-11-15 in h=1,30 m
6. ↑  Messung 2020-11-15 in h=1,30 m bei Hangmitte
7. ↑  Angaben nach Rüdiger Germeroth, Horst Koenies, Reiner Kunz: Natürliches Kulturgut - Vergangenheit und Zukunft der Naturdenkmale im Landkreis Kassel, Herausgeber: Kreisausschuss des Landkreises Kassel, Untere Naturschutzbehörde, Wolfhagen, 2005, Anhang "Flächenhafte Naturdenkmale" S. 162 ff.

- Karte mit allen Koordinaten:
- OSM |
- WikiMap